# ダニエレ・オルサート
ダニエレ・オルサート（「ダニエレ・オルサト」とも、伊: Daniele Orsato、1975年11月23日 - ）は、イタリア・モンテッキオ・マッジョーレ出身のサッカー審判員。国際サッカー連盟 (FIFA) 登録の国際審判員。

## 経歴
2010年にFIFA国際審判員リストに登録され、2014 FIFAワールドカップ欧州予選とUEFA EURO 2012予選で審判を務めた。
UEFAチャンピオンズリーグ (UCL) では、2012-13シーズン、 2013-14シーズン、2014-15シーズンの3年連続でグループステージの審判員を担当している。
2016年には、UCLのラウンド16・PSVアイントホーフェン対アトレティコ・マドリードの1stレグを担当した。
2017年3月14日には2016-17シーズンのUCL・レスターシティとセビージャのラウンド16を担当した。
2018年7月1日、オルサートは2018 FIFAワールドカップのクロアチアとデンマークの試合のVAR担当に任命された。
2019年2月12日に担当したUEFAチャンピオンズリーグ・ラウンド16のマンチェスターユナイテッド対パリ・サンジェルマンの1stレグでは、10枚のイエローカード（マンチェスターUに6枚、 PSGに4枚）を出し、89分にポール・ポグバを退場させた。
翌2019-20シーズンのUEFAチャンピオンズリーグでは、パリ・サンジェルマンとバイエルン・ミュンヘンの間で行われた決勝戦を担当した。2020年、オルサートはその暦年の最高の審判としてIFFHSから表彰された。
翌2020-21シーズンのUEFAチャンピオンズリーグでは、チェルシーとレアル・マドリードの間で行われた準決勝の第2戦を担当した。
イタリアサッカー選手協会Gran Galà del Calcioの主催する、2021-2022シーズンのセリエA最優秀レフリーを受賞。
2022年5月、同年にカタールで開催される2022 FIFAワールドカップの審判団の1人に選ばれ、グループA・カタール対エクアドル、グループC・アルゼンチン対メキシコ、準決勝・アルゼンチン対クロアチアの主審を務めた。